# آلبرت سارگسیان (خواننده)
آلبرت مکرتچی سارگسیان (ارمنی: Ալբերտ Մկրտչի Սարգսյան؛  زادهٔ ۲۴ مارس ۱۹۳۸) خواننده  اهل ارمنستان است. وی از سال میلادی تاکنون مشغول فعالیت بوده‌است.

## زندگی‌نامه
وی در ۲۴ مارس ۱۹۳۸ در لنیناکان به دنیا آمد و تئاتر دراماتیک دولتی وارطان آجمیان گیومری فارغ‌التحصیل گشت.   همچنین برندهٔ جوایزی همچون هنرمند شایسته ارمنستان شوروی (۱۹۸۱) شده‌است.